# Arnulf av Kärnten

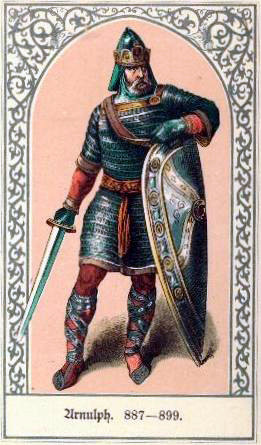
Arnulf av Kärnten

Arnulf av Kärnten (tyska: Arnulf von Kärnten, slovenska: Arnulf Koroški), född 850, död 8 december 899, var en av de sista karolingiska härskarna i östfrankiska riket som delades efter fördraget i Verdun 843.

## Biografi
Arnulf var son utom äktenskapet till den bayerska kungen Karloman och dennes konkubin Liutswind. Arnulf tillbringade sin barndom vid sin fars hov i Moosburg i Kärnten, som efter att Arnulf övertagit den avsatte kejsaren Karl den tjockes titel som kung över de östra frankerna blev en ny bricka på Europas politiska karta, och dessa senare händelser tyder på att Arnulf där behandlades som hertig.
Arnulf tog hellre strid än satte sig vid förhandlingsbordet. Vid det avgörande slaget vid Leuven i september 891 besegrade han invaderande vikingar och satte därmed stopp för vikingarna härjningar i området. Årsböckerna i klostret i Fulda (Annales Fuldenses) beskriver hur döda vikingar efter slaget fördämde floden Dijle där Arnulf efter sin seger lät uppföra en borg på en ö i floden. 
Arnulf misslyckades med att erövra Stormähriska riket 892, 893, 894/895 och 899 men vann förmodligen delar av dess territorium, motsvarande dagens västra Ungern. 895 bröt sig Böhmen loss från Mähren, och enligt ett avtal mellan Arnulf och den böhmiske hertigen Borivoj, som regerade 870–895, blev Böhmen ett vasallrike och undvek därmed hotet om en invasion. 
Arnulf invaderade Italien 896 och kröntes till kejsare av påven Formosus (891–896). 
Arnulf dog 899 och efterträddes av Ludvig barnet. Arnulfs illegitime son Zwentibold regerade som kung av Lotharingia 895–900.
Arnulfs död beskrivs av Olaus Magnus i Historia om de nordiska folken. Här skrivs att löss åt upp hans kött och inälvor och endast brosk och ben lämnades åter.